# Glaphyra serra
Glaphyra serra là một loài bọ cánh cứng trong họ Cerambycidae.